# Эжектор

Эже́ктор (лат. ejicio (выбрасывать) → лат. éjecter (выбрасыватель) → фр. éjecteur) — устройство, в котором происходит передача кинетической энергии от одной среды, движущейся с большей скоростью, к другой. 
Эжектор, работая по закону Бернулли, создаёт в сужающемся сечении пониженное давление одной среды, что вызывает подсос в поток другой среды, которая затем уносится и удаляется от места всасывания энергией первой среды.
Эжекторы используются в струйных насосах, например водоструйных, жидкостно-ртутных, паро-ртутных, паромасляных, и для дымососов эжекторного типа, в которых рабочее колесо вентилятора не взаимодействует непосредственно с дымовыми газами. 
Тип струйного вакуумного насоса .
Принцип эжектора используется в некоторых градирнях, где поток распыляемой охлаждаемой воды утягивает за собой охлаждающий воздух за счёт особой конструкции форсунок и их расположения, это так называемые эжекционные градирни.

## Виды эжекторов
- Паровой эжектор — струйный аппарат для отсасывания газов из замкнутого пространства и поддержания разрежения. Паровые эжекторы применяют в различных областях техники, например для поддержания пониженного давления в конденсаторах паровых турбин или для обеспечения тяги в паровозном котле (конусное устройство).
- Пароструйный эжектор — аппарат, использующий энергию струи пара для отсасывания жидкости, пара или газа из замкнутого пространства. Пар, выходящий из сопла с большой скоростью, увлекает через кольцевое сечение вокруг сопла перемещаемое вещество. Использовался на судах для быстрого отливания воды.
- Газовый эжектор — устройство, в котором избыточное давление высоконапорных газов используется на сжатие газов низкого давления: газ низкого давления попадает в камеру смешения за счет того, что в ней создана область разрежения. Область разрежения создается при прохождении высоконапорного газа с высокой скоростью и давлением через сопло (сужающееся сечение). В камере смешения два потока объединяются, и формируется смешанный поток. Пройдя камеру смешения, поток устремляется в диффузор, в котором происходит его торможение и рост давления. На выходе из эжектора смешанный поток имеет давление выше, чем давление низконапорного газа. Повышение давления низконапорного газа происходит с затратой энергии потока высоконапорного газа.
- Водоструйный эжектор - в качестве активного потока выступает жидкая вода. Применяется, например, для создания разрежения в вакуумных колоннах, в химических лабораториях для осуществления вакуумной перегонки (водоструйный насос, часто сделанный из стекла или пластика) и вакуумной фильтрации.

## История
Эжектор одновременно с инжектором изобретен в 1858 году, инженером Анри Жиффаром (изобретателем газобаллонного пневматического оружия на углекислом газе, изобретателем систем клапанных устройств для пневматического оружия) во Франции.